# Stanisław Dobrowolski (nauczyciel)
Stanisław Marian Dobrowolski (ur. 5 sierpnia 1883 w Puławach, zm. 7 listopada 1978 w Warszawie) – pedagog i działacz oświatowy

## Życiorys
Ukończył naukę w szkole realnej w Sosnowcu (1901), następnie studiował na Wydziale Filozoficznym Uniwersytetu Warszawskiego, Lwowskiego i Jagiellońskiego kończąc je w 1908. Następnie pracował jako nauczyciel m.in. w Łodzi, a od 1915 jako wizytator szkół warszawskich, następnie został naczelnikiem wydziału w Ministerstwie Wyznań Religijnych i Oświecenia Publicznego. W latach 1927–1930 był kierownikiem pedagogicznym w Liceum Krzemienieckim. 
Był organizatorem uczniowskich Kół Samokształceniowych. Od 1902 był członkiem organizacji „Zet”. W 1905 został przewodniczącym centralnego komitetu strajkowego uczniów szkół średnich, a następnie był jednym z kierujących akcją bojkotową szkół rosyjskich.  Był dyrektorem Państwowego Wyższego Kursu Nauczycielskiego w Warszawie, Prezesem Stowarzyszenia Uczestników Walki o Szkołę Polską, organizatorem i wiceprzewodniczącym Kongresu Dziecka, współzałożycielem Fundacji Szkolnictwa Polskiego za Granicą. Był prezesem Towarzystwa Kolonii Letnich Publicznych Szkół Powszechnych miasta Łodzi (1937) i wiceprezesem łódzkiej Pielgrzymki Nauczycielskiej na Jasną Górę (1937). 

### Życie prywatne
Był synem Stanisława Dobrowolskiego i Kamili z domu Bogusławskiej. Jego żoną była Maria z domu Klemborowska.
Został pochowany na Cmentarzu Wojskowym na Powązkach w Warszawie (kw. 31A, TUJE, gr. 8).

## Ordery i oznaczenia
- Krzyż Oficerski Orderu Odrodzenia Polski –  2 maja 1923[5][2][8][9]
- Złoty Krzyż Zasługi[2]

## Publikacje
- Poradnik przy wyborze zawodu: Rolnictwo, ogrodnictwo, leśnictwo, mleczarstwo, meljoracje rolne, miernictwo, z zapisu Władysława Pepłowskiego, 1914;
- Nauczyciel ludowy jako główny czynnik rozwoju szkolnictwa, Księgarnia M. Arcta, 1918;
- Nauczyciel jako główny czynnik rozwoju szkolnictwa powszechnego, Książnica Polska Towarzystwa Naucz. Szkół Wyższych, 1922;
- Rewolucja młodzieży szkolnej 1905 roku, Skład Główny w "Naszej Księgarni", 1933;
- System klasowy i system pracowniany : (z doświadczeń w Liceum Krzemienieckiem), Warszawa 1934;
- Przygotowania do "Kongresu Dziecka", 1937;
- W żołnierce i konspiracji: notatki z ocalałych szpargałów, wydawca nieznany, 1939;
- Wychowanie i wychowawca: rodzic - nauczyciel - mistrz, Instytut Wydawniczy "Nasza Księgarnia", 1948;
- Dobór młodzieży do zawodu nauczycielskiego, Państwowe Zakłady Wydawnictw Szkolnych, 1957;
- Struktury umysłów nauczycieli, Państwowe Zakłady Wydawnictw Szkolnych, 1959;
- Eksperymenty pedagogiczne w Polsce w latach 1900-1939, Zakład Narodowy im. Ossolińskich, 1963;
- Szkoły eksperymentalne w Polsce, 1900-1964, Nasza Księgarni, 1966.